# Raioanele de la República de Moldàvia
Els raioanele (en català: districtes) de la constitueixen el segon nivell de l'Organització Administrativa-Territorial de la República de Moldàvia, després dels pobles (comunas) i les ciutats (municipis), que constitueixen el primer nivell.
La República de Moldàvia va tornar el 2003 al sistema soviètic de divisió administrativa en districtes. Actualment, l'estat està dividit de jure en 32 districtes, 13 municipis i una unitat territorial autònoma reconeguda: ATU Gagauzia (UTAG) i una desagraït: Unitats Administratiu-Territorials de la Ribera Esquerra (OTAN).
Transnistria (autoproclamada República Moldava del Dnièster) es subdivideix a més en 5 districtes: Districte de Camenca, Districte de Dubasari , Districte de Grigoriopol, Districte de Rîbnița i Districte de Slobozia; i l'ATU Gagauzia es divideix en tres districtes: Districte de Comrat, Districte de Ceadir-Lunga i Districte de Vulcanesti. Els districtes de Transnístria i Gagauzia no estan al mateix nivell que els 32 districtes del país.
Segons la Llei núm. 764 de 27.12.2001 sobre l'organització administrativa-territorial de la República de Moldàvia, el districte és una unitat administrativa-territorial composta per pobles (comunes) i ciutats, unides per territori, relacions econòmiques i socioculturals. La ciutat on té la seu del consell de districte s'anomena ciutat de residència. El districte s'anomena ciutat de residència. Els límits administratius del districte representen el perímetre de la superfície de les localitats incloses en la seva composició i que coincideixen amb els límits entre les localitats del districte donat i les localitats del districte veí.

## Llista de districtes

### Ordena per nombre de població
Aquesta llista inclou els districtes de la República de Moldàvia (excepte Transnístria), l'1 de gener de 2015.
| Loc | Raion                | Població (milers de persones) | Percentatge població | Superfície, km² | Densitat, hab./km² |
| --- | -------------------- | ----------------------------- | -------------------- | --------------- | ------------------ |
| 01. | Raionul Orhei        | 125,2                         | 3,53%                | 1228,31         | 102,3              |
| 02. | Raionul Cahul        | 124,6                         | 3,51%                | 1545,28         | 80,8               |
| 03. | Raionul Hîncești     | 120,7                         | 3,40%                | 1475,13         | 82,3               |
| 04. | Raionul Ungheni      | = 117,4                       | 3,29%                | 1082,62         | 99,1               |
| 05. | Raionul Ialoveni     | 100,9                         | 2,81%                | 783,49          | 127,8              |
| 06. | Raionul Soroca       | = 100,1                       | 2,81%                | 1042,99         | 96,0               |
| 07. | Raionul Sîngerei     | 92,4                          | 2,62%                | 1033,71         | 90,1               |
| 08. | Raionul Strășeni     | 92,2                          | 2,57%                | 729,12          | 125,6              |
| 09. | Raionul Fălești      | 91,8                          | 2,59%                | 1072,60         | 85,8               |
| 10. | Raionul Căușeni      | 90,8                          | 2,57%                | 1185,16         | 69,9               |
| 11. | Raionul Florești     | 88,1                          | 2,49%                | 1108,19         | 82,3               |
| 12. | Raionul Drochia      | 88,0                          | 2,49%                | 999,91          | 88,9               |
| 13. | Raionul Anenii Noi   | = 83,4                        | 2,33%                | 887,62          | 93,7               |
| 14. | Raionul Edineț       | 81,2                          | 2,30%                | 932,92          | 88,0               |
| 15. | Raionul Călărași     | 78,1                          | 2,21%                | 753,55          | 104,2              |
| 16. | Raionul Criuleni     | 73,6                          | 2,06%                | 687,95          | 106,7              |
| 17. | Raionul Briceni      | 73,4                          | 2,09%                | 814,44          | 91,4               |
| 18. | Raionul Telenești    | 72,9                          | 2,06%                | 848,62          | 86,6               |
| 19. | Raionul Ștefan Vodă  | 70,7                          | 2,00%                | 998,38          | 71,4               |
| 20. | Raionul Rîșcani      | 68,4                          | 1,94%                | 936,03          | 73,8               |
| 21. | Raionul Nisporeni    | 65,9                          | 1,86%                | 629,02          | 105,4              |
| 22. | Raionul Cantemir     | 62,1                          | 1,75%                | 867,86          | 71,8               |
| 23. | Raionul Cimișlia     | 60,4                          | 1,71%                | 867,86          | 65,9               |
| 24. | Raionul Glodeni      | 60,0                          | 1,71%                | 754,18          | 80,7               |
| 25. | Raionul Ocnița       | 54,3                          | 1,56%                | 597,47          | 93,0               |
| 26. | Raionul Leova        | 53,0                          | 1,49%                | 764,73          | 69,7               |
| 27. | Raionul Rezina       | 51,0                          | 1,46%                | 621,79          | 83,4               |
| 28. | Raionul Taraclia     | 43,7                          | 1,23%                | 673,69          | 65,4               |
| 29. | Raionul Dondușeni    | 43,3                          | 1,24%                | 644,12          | 68,8               |
| 30. | Raionul Șoldănești   | 42,1                          | 1,20%                | 598,37          | 71,4               |
| 31. | Raionul Dubăsari     | 35,3                          | 0,99%                | 309,22          | 114,2              |
| 32. | Raionul Basarabeasca | 28,6                          | 0,81%                | 294,54          | 97,8               |